# Dominique Aegerter
Dominique Aegerter (Rohrbach, Bern kanton, 1990. szeptember 30. –) svájci motorversenyző, Supersport-világbajnok és MotoE-világkupa győztes.

## Pályafutása

### Hazai versenyek
Aegerter eredetileg krosszmotoron kezdett versenyezni, csak később váltott pályamotorozásra. 2003-ban és 2004-ben az ADAC Pro Junior Cup-ban versenyzett. 2006-ban már elindult a MotoGP nyolcadliteres géposztályában is, ekkor az utolsó két nagydíjon, a portugálon és a szezonzáró valenciain kapott szabadkártyát.

### 125 cm³ világbajnokság
2007-ben már teljes szezonra szóló szerződést kapott a Multimedia Racingtől, ahol két olasszal, Raffaele de Rosával és Simone Grotzkyjjal alkotott egy csapatot. Első éve nem sikerült igazán jól, ugyanis mindössze háromszor, az olasz, a katalán és a japán versenyeken tudott pontot szerezni. Előbbi kettőn éppen csak befért a pontszerzők közé a tizenötödik helyen, Japánban azonban már tizenegyedikként intették le.
Egy évvel később sikerült fejlődnie, ugyanis ekkor már a szezon felében sikerült neki a pontszerzés, sőt, háromszor is bekerült a legjobb tíz közé, Jerezben, Misanóban és Sepangban egyaránt nyolcadikként zárt. Összetettben a 16. helyen fejezte be 2008-at. 2009-ben már minden egyes versenyen célbaért, és ezekből csak három olyan volt, ahol nem tudott pontot szerezni.

### Moto2
2010 óta az újonnan létrejött Moto2-es kategóriában versenyzett. Itt szerezte meg pályafutása első dobogós helyezését második évében, a 2011-es valenciai nagydíjon. Legjobb éve a 2014-es volt, amikor karrierje 129. versenyén, a német nagydíjon megszerezte első pole-pozícióját és első győzelmét, majd rögtön a következő versenyen ismét felállhatott a dobogóra. A szezont végül az 5. helyen zárta. 2019-ig aktív tagja volt a mezőnynek, akkor az MV Agusta motorjával csupán néhányszor szerzett pontot és összetettben csak a 22. lett. Legjobb eredménye a valenciai szezonzárón szerzett 12. pozíciója volt.
2020-ban néhány fordulóban lehetőséget kapott a holland NTS RW Racing GP-től a sérült honfitársa, Jesko Raffin helyén.

### MotoE
2020-ban a második idényét kezdő, új Energica Ego Corsa elektromos motorokkal szereplő MotoE-be igazolta le a német licenszű Dynavolt Intact GP. 2021-ben az idényzáró második versenyén, San Marinóban az utolsó körben behúzta motorját bajnoki riválisa, Jordi Torres mellé, ami miatt a spanyol elesett és ő elsőnek haladt át a célvonalon. A versenybírák a manőveréért megbüntették és a 13. helyre sorolódott vissza, így 6 pontos előnnyel végül Torres lett a világkupa győztes. 2022-ben is a legutolsó futamig harcban állt a kupa diadalért, amelyet meg is nyert.

### Supersport-világbajnokság
2021-ben részt vett a Superbike-világbajnokság utánpótlásának számító Supersport-szériában és végig dominálva bajnoki címet ünnepelhetett a Ten Kate Racing Yamaha csapatával. Érdekesség, hogy a Barcelonában rendezett hétvégét kihagyta, mivel az egybeesett a MotoE egyik fordulójával, de mivel már akkora előnye volt a pontversenyben, hogy az a két futamos kihagyás belefért neki.
2022-ben Csehországban, Most-ban az első futamon a rajtot követően egy tömegbalesetbe került és kiesett. Az orvosi stáb kisebb agyrázkódást állapított meg nála. A leintést követően el is tiltották a második versenytől, mivel a bírák úgy ítélték meg, hogy: "Sérüléseit szimulálta, amivel egyértelműen lassítani akarta a verseny folytatását".

### Superbike-világbajnokság
2022. szeptember 29-én jelentették be, hogy 2023-ban a Superbike-világbajnokságban fog versenyezni Remy Gardner csapattársaként a GYTR GRT Yamaha WorldSBK csapatnál.

## Eredményei

### Statisztika
| Szezon   | Géposztály | Csapat                       | Motor     | Típus              | Verseny | Győzelem | Dobogó | Pole | LK | Pont   | Helyezés |
| -------- | ---------- | ---------------------------- | --------- | ------------------ | ------- | -------- | ------ | ---- | -- | ------ | -------- |
| 2006     | 125 cm³    | Multimedia Racing            | Aprilia   | Aprilia RS 125     | 2       | 0        | 0      | 0    | 0  | 0      | HN       |
| 2007     | 125 cm³    | Multimedia Racing            | Aprilia   | Aprilia RS 125     | 17      | 0        | 0      | 0    | 0  | 7      | 23.      |
| 2008     | 125 cm³    | Ajo Motorsport               | Derbi     | Derbi RS 125       | 17      | 0        | 0      | 0    | 0  | 45     | 16.      |
| 2009     | 125 cm³    | Ajo Interwetten              | Derbi     | Derbi RSA 125      | 16      | 0        | 0      | 0    | 0  | 70,5   | 13.      |
| 2010     | Moto2      | Technomag-CIP                | Suter     | Suter MMX          | 17      | 0        | 0      | 0    | 0  | 74     | 15.      |
| 2011     | Moto2      | Technomag-CIP                | Suter     | Suter MMX2         | 17      | 0        | 1      | 0    | 0  | 94     | 8.       |
| 2012     | Moto2      | Technomag-CIP                | Suter     | Suter MMX2         | 17      | 0        | 0      | 0    | 0  | 114    | 8.       |
| 2013     | Moto2      | Technomag carXpert           | Suter     | Suter MMX2         | 17      | 0        | 1      | 0    | 0  | 158    | 5.       |
| 2014     | Moto2      | Technomag carXpert           | Suter     | Suter MMX2         | 18      | 1        | 4      | 1    | 1  | 172    | 5.       |
| 2015     | Moto2      | Technomag Racing Interwetten | Kalex     | Kalex Moto2 2014   | 14      | 0        | 1      | 0    | 0  | 62     | 17.      |
| 2016     | Moto2      | CarXpert Interwetten         | Kalex     | Kalex Moto2        | 12      | 0        | 0      | 0    | 0  | 71     | 12.      |
| 2017     | Moto2      | Kiefer Racing                | Suter     | Suter MMX2         | 17      | 0        | 0      | 0    | 0  | 88     | 12.      |
| 2018     | Moto2      | Kiefer Racing                | KTM       | KTM Moto2          | 16      | 0        | 0      | 0    | 0  | 47     | 17.      |
| 2019     | Moto2      | MV Agusta Idealavoro Forward | MV Agusta | MV Agusta F2       | 19      | 0        | 0      | 0    | 0  | 19     | 22.      |
| 2020     | MotoE      | Dynavolt Intact GP           | Energica  | Energica Ego Corsa | 7       | 2        | 4      | 1    | 1  | 97     | 3.       |
| 2020     | Moto2      | NTS RW Racing GP             | NTS       | NTS NH7            | 4       | 0        | 0      | 0    | 0  | 4      | 28.      |
| 2021     | MotoE      | Dynavolt Intact GP           | Energica  | Energica Ego Corsa | 7       | 0        | 4      | 0    | 1  | 93     | 2.       |
| 2022     | MotoE      | Dynavolt Intact GP           | Energica  | Energica Ego Corsa | 12      | 3        | 10     | 3    | 2  | 227    | 1.       |
| Összesen |            |                              |           |                    | 246     | 6        | 25     | 5    | 5  | 1442,5 |          |

### Teljes MotoGP-eredménylistája
(Táblázat értelmezése)

(Félkövér: pole-pozícióból indult; dőlt: leggyorsabb kört futott) 

| Év   | Géposztály | Csapat    | 1      | 2      | 3      | 4      | 5       | 6       | 7       | 8      | 9      | 10     | 11     | 12     | 13      | 14     | 15     | 16     | 17     | 18     | 19     | Helyezés | Pont |
| ---- | ---------- | --------- | ------ | ------ | ------ | ------ | ------- | ------- | ------- | ------ | ------ | ------ | ------ | ------ | ------- | ------ | ------ | ------ | ------ | ------ | ------ | -------- | ---- |
| 2006 | 125 cm³    | Aprilia   | SPA    | QAT    | TUR    | CHN    | FRA     | ITA     | CAT     | NED    | GBR    | GER    | CZE    | MAL    | AUS     | JPN    | POR 26 | VAL 29 |        |        |        | HN       | 0    |
| 2007 | 125 cm³    | Aprilia   | QAT 20 | SPA 19 | TUR 24 | CHN 21 | FRA 20  | ITA 15  | CAT 15  | GBR Ki | NED 28 | GER 21 | CZE 29 | RSM 23 | POR Ki  | JPN 11 | AUS 19 | MAL Ki | VAL 18 |        |        | 23.      | 7    |
| 2008 | 125 cm³    | Derbi     | QAT 17 | SPA 8  | POR 12 | CHN 17 | FRA 23  | ITA 24  | CAT 12  | GBR 19 | NED 16 | GER 10 | CZE 14 | RSM 8  | IND 11  | JPN 19 | AUS Ki | MAL 8  | VAL Ki |        |        | 16.      | 45   |
| 2009 | 125 cm³    | Derbi     | QAT 11 | JPN 9  | SPA 9  | FRA 6  | ITA 19  | CAT 20  | NED 13  | GER 9  | GBR 8  | CZE 18 | IND 10 | RSM 15 | POR 8   | AUS 12 | MAL 14 | VAL 11 |        |        |        | 13.      | 70,5 |
| 2010 | Moto2      | Suter     | QAT 11 | SPA 13 | FRA 30 | ITA 16 | GBR 9   | NED 18  | CAT Ki  | GER 8  | CZE 16 | IND 11 | RSM 8  | ARA 7  | JPN 12  | MAL 8  | AUS 13 | POR 9  | VAL 9  |        |        | 15.      | 74   |
| 2011 | Moto2      | Suter     | QAT 13 | SPA 28 | POR 4  | FRA 8  | CAT Ki  | GBR 20  | NED 18  | ITA 11 | GER 12 | CZE 8  | IND 12 | RSM 13 | ARA 9   | JPN 8  | AUS 12 | MAL 5  | VAL 3  |        |        | 8.       | 94   |
| 2012 | Moto2      | Suter     | QAT 18 | SPA 8  | POR 12 | FRA 14 | CAT 7   | GBR 9   | NED 7   | GER 10 | ITA 8  | IND 7  | CZE 14 | RSM 6  | ARA 14  | JPN 10 | MAL 8  | AUS 4  | VAL 5  |        |        | 8.       | 114  |
| 2013 | Moto2      | Suter     | QAT 4  | AME 4  | SPA 8  | FRA 4  | ITA 10  | CAT 8   | NED 3   | GER 9  | IND 5  | CZE 13 | GBR 5  | RSM 5  | ARA 13  | MAL 5  | AUS 6  | JPN 8  | VAL 10 |        |        | 5.       | 158  |
| 2014 | Moto2      | Suter     | QAT Ki | AME 3  | ARG 4  | SPA 2  | FRA 7   | ITA 5   | CAT 14  | NED 21 | GER 1  | IND 3  | CZE 5  | GBR 21 | RSM 6   | ARA 6  | JPN 18 | AUS 8  | MAL 5  | VAL 6  |        | 5.       | 172  |
| 2015 | Moto2      | Kalex     | QAT 15 | AME 18 | ARG 13 | SPA 16 | FRA 10  | ITA 3   | CAT 9   | NED 12 | GER 10 | IND 4  | CZE 13 | GBR 13 | RSM 24  | ARA Ki | JPN    | AUS    | MAL    | VAL Vi |        | 14.      | 62   |
| 2016 | Moto2      | Kalex     | QAT 5  | ARG 5  | AME 4  | SPA 8  | FRA 13  | ITA 10  | CAT Ki  | NED 9  | GER 10 | AUT 10 | CZE 17 | GBR    | RSM     | ARA 22 | JPN    | AUS    | MAL    | VAL    |        | 12.      | 71   |
| 2017 | Moto2      | Suter     | QAT 11 | ARG 14 | AME 5  | SPA 7  | FRA 6   | ITA 7   | CAT 16  | NED 12 | GER Ki | CZE Ki | AUT 9  | GBR 10 | RSM Kiz | ARA 12 | JPN 9  | AUS 8  | MAL Vi | VAL 10 |        | 12.      | 88   |
| 2018 | Moto2      | KTM       | QAT 15 | ARG 8  | AME 9  | SPA    | FRA     | ITA 12  | CAT 20  | NED 14 | GER 14 | CZE 17 | AUT 17 | GBR T  | RSM 13  | ARA 21 | THA 16 | JPN 13 | AUS 6  | MAL 14 | VAL 11 | 17.      | 47   |
| 2019 | Moto2      | MV Agusta | QAT 18 | ARG 20 | AME 14 | SPA 13 | FRA Ki  | ITA 17  | CAT 16  | NED 9  | GER 20 | CZE 21 | AUT 17 | GBR 18 | RSM 18  | ARA 19 | THA 16 | JPN 14 | AUS 27 | MAL 15 | VAL 12 | 22.      | 19   |
| 2020 | MotoE      | Energica  | SPA 3  | ANC 1  | RSM 3  | EMI1 1 | EMI2 16 | FRA1 14 | FRA2 4  |        |        |        |        |        |         |        |        |        |        |        |        | 3.       | 97   |
| 2020 | Moto2      | NTS       | QAT    | SPA    | ANC    | CZE 21 | AUT 12  | STY Ki  | RSM     | EMI    | CAT    | FRA    | ARA    | TER    | EUR     | VAL 20 |        |        |        |        |        | 28.      | 4    |
| 2021 | MotoE      | Energica  | SPA 2  | FRA 4  | CAT 2  | NED 18 | AUT 3   | RSM1 2  | RSM2 12 |        |        |        |        |        |         |        |        |        |        |        |        | 2.       | 93   |
| 2022 | MotoE      | Energica  | SPA1 2 | SPA2 4 | FRA1 2 | FRA2 1 | ITA1 1  | ITA2 2  | NED1 1  | NED2 2 | AUT1 2 | AUT2 3 | RSM1 2 | RSM2 4 |         |        |        |        |        |        |        | 1.       | 227  |

### Teljes Szuzukai 8 órás verseny eredménylistája
| Év   | Csapat                 | Csapattárs                   | Motor            | Helyezés |
| ---- | ---------------------- | ---------------------------- | ---------------- | -------- |
| 2014 | Team KAGAYAMA & Verity | Kagajama Jukio Haga Norijuki | Suzuki GSX-R1000 | 3.       |
| 2015 | F.C.C. TSR             | Joshua Hook Kyle Smith       | Honda CBR1000RR  | 2.       |
| 2016 | F.C.C. TSR             | PJ Jacobsen Vatanabe Kadzuki | Honda CBR1000RR  | 18.      |
| 2017 | F.C.C. TSR             | Randy de Puniet Joshua Hook  | Honda CBR1000RR  | 3.       |

### Teljes Supersport-világbajnokság eredménylistája
| Év   | Motor  | 1     | 2     | 3     | 4     | 5     | 6     | 7     | 8     | 9     | 10    | 11     | 12     | 13    | 14    | 15    | 16    | 17    | 18    | 19    | 20    | 21    | 22    | 23    | 24    | Helyezés | Pont |
| ---- | ------ | ----- | ----- | ----- | ----- | ----- | ----- | ----- | ----- | ----- | ----- | ------ | ------ | ----- | ----- | ----- | ----- | ----- | ----- | ----- | ----- | ----- | ----- | ----- | ----- | -------- | ---- |
| 2021 | Yamaha | SPA 2 | SPA 5 | POR 4 | POR 1 | ITA 1 | ITA 1 | NED 1 | NED 1 | CZE 4 | CZE 1 | SPA 1  | SPA 1  | FRA 1 | FRA 2 | SPA   | SPA   | SPA T | SPA 1 | POR 3 | POR 5 | ARG 5 | ARG 3 | INA 2 | INA 3 | 1.       | 417  |
| 2022 | Yamaha | SPA 2 | SPA 1 | NED 1 | NED 1 | POR 1 | POR 1 | ITA 1 | ITA 1 | GBR 1 | GBR 1 | CZE Ki | CZE Et | FRA 3 | FRA 1 | SPA 1 | SPA 1 | POR 4 | POR 1 | ARG 1 | ARG 1 | INA 4 | INA 1 | AUS 5 | AUS 1 | 1.       | 498  |

### Teljes Superbike-világbajnokság eredménylistája
(Táblázat értelmezése)

(Félkövér: pole-pozícióból indult; dőlt: leggyorsabb kört futott) 

| Év   | Motor  | 1   | 1   | 1   | 2   | 2   | 2   | 3   | 3   | 3   | 4   | 4   | 4   | 5   | 5   | 5   | 6   | 6   | 6   | 7   | 7   | 7   | 8   | 8   | 8   | 9   | 9   | 9   | 10  | 10  | 10  | 11  | 11  | 11  | 12  | 12  | 12  | Helyezés | Pont |
| Év   | Motor  | V1  | SV  | V2  | V1  | SV  | V2  | V1  | SV  | V2  | V1  | SV  | V2  | V1  | SV  | V2  | V1  | SV  | V2  | V1  | SV  | V2  | V1  | SV  | V2  | V1  | SV  | V2  | V1  | SV  | V2  | V1  | SV  | V2  | V1  | SV  | V2  | Helyezés | Pont |
| 2023 | Yamaha | AUS | AUS | AUS | IDN | IDN | IDN | NED | NED | NED | ESP | ESP | ESP | ITA | ITA | ITA | GBR | GBR | GBR | ITA | ITA | ITA | CZE | CZE | CZE | FRA | FRA | FRA | ESP | ESP | ESP | POR | POR | POR | ESP | ESP | ESP | 8.       | 160  |
| ---- | ------ | --- | --- | --- | --- | --- | --- | --- | --- | --- | --- | --- | --- | --- | --- | --- | --- | --- | --- | --- | --- | --- | --- | --- | --- | --- | --- | --- | --- | --- | --- | --- | --- | --- | --- | --- | --- | -------- | ---- |
| 2023 | Yamaha | 13  | Ki  | 7   | 8   | 10  | 12  | 6   | 7   | 4   | 5   | 6   | 8   | 6   | 21  | 11  | 12  | 11  | 11  | Ki  | 14  | 12  | 8   | 11  | 11  | 11  | 6   | Ni  | 15  | 14  | 12  | 14  | 14  | 8   | 18  | 2   | 3   | 8.       | 160  |
| 2024 | Yamaha | PHI | PHI | PHI | BAR | BAR | BAR | ASS | ASS | ASS | MIS | MIS | MIS | DON | DON | DON | MOS | MOS | MOS | POR | POR | POR | MAG | MAG | MAG | CRE | CRE | CRE | ARA | ARA | ARA | EST | EST | EST | JER | JER | JER | 16.      | 91   |
| 2024 | Yamaha | 6   | 7   | 10  | 8   | 10  | 9   | 13  | 14  | 7   | Ki  | 10  | Ki  | 8   | 11  | 9   | 13  | 18  | 16  | 9   | 8   | 10  |     |     |     |     |     |     |     |     |     | 14  | 16  | 13  | 9   | 10  | Ki  | 16.      | 91   |

* A szezon jelenleg is zajlik.